# 6.5mm 크리드무어

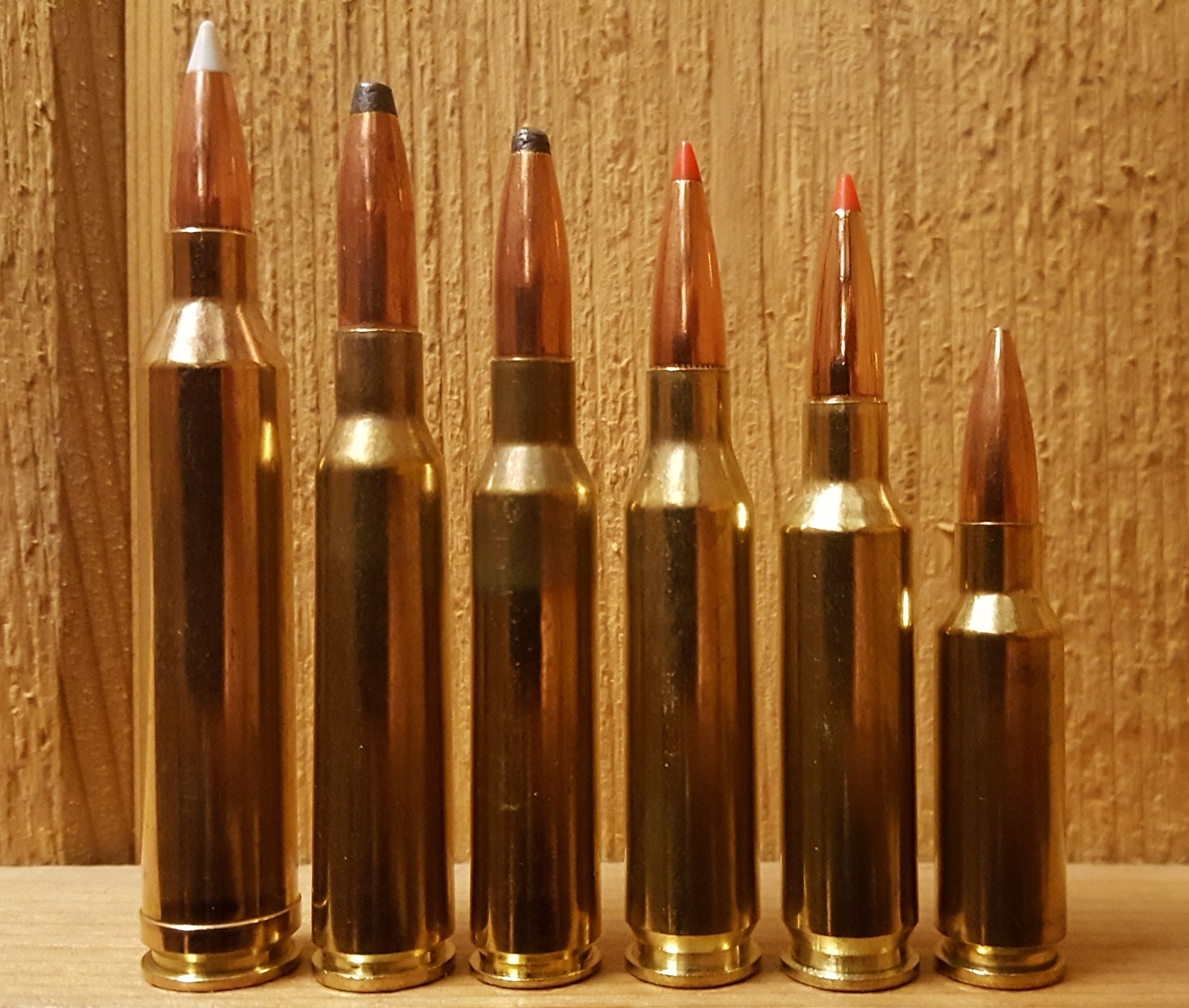

6.5mm 크리드무어(6.5mm Creedmoor)는 SAAMI에서 6.5 크리드무어, C.I.P에서 6,5 크리드무어로 지정했으며, 2007년 혼다이에서 선보인 센터파이어 소총 탄약통이다. 이 탄약은 혼다이의 수석 탄도학자 데이브 이메리와 크리드무어 스포츠의 제품 개발 담당 부사장 데니스 드밀의 협력으로 개발되었으며, 그 이름도 여기에서 유래했다. 이 탄약은 .30 톰슨 센터를 넥다운(necked-down)하여 개량한 것이다.
6.5mm 크리드무어는 특히 장거리 사격을 위한 표적 사격용으로 설계되었지만, 중간 크기의 수렵에 성공적으로 사용되기도 했다. 6.5mm 크리드무어는 6.5-284 노르마나 6.5mm 레밍턴 매그넘과 같은 매그넘 탄약처럼 더 긴 탄약보다 총구 속도가 느리다. 하지만 전체 길이가 2.825 인치 (71.8 mm)이므로 6.5×47mm 라푸아처럼 쇼트액션 소총에 장전할 수 있다.

## 설계 고려 사항
일반적으로 6.5 mm (.264 인치) 총알은 높은 단면 밀도 및 탄도 계수로 유명하며, 종종 소총 대회에서 성공적으로 사용되어 왔다.
6.5mm 크리드무어는 장거리 표적 사격을 위해 설계되었으며, 탄약통 부피(3.40 ml)와 총열 면적(34.66 mm2/0.3466 cm2)의 합리적인 비율과 함께 긴 슬림한 발사체를 장전할 수 있는 충분한 공간을 제공하여 발사체 직경에 대한 우수한 공기역학적 효율성과 외부 탄도 성능을 제공한다.
일부 탄약의 경우, 6.5mm 크리드무어는 더 가벼운 발사체 무게를 기반으로 .300 윈체스터 매그넘의 총구 속도 또는 탄도를 재현할 수 있으며, 동시에 현저히 낮은 반동을 발생시킨다.

## 탄약통 크기
6.5mm 크리드무어는 3.40 mL (52.5 gr H2O) 탄약통 용량을 가지고 있다.
6.5mm 크리드무어 최대 C.I.P. 탄약통 크기. 모든 크기는 밀리미터(mm)이다.
미국에서는 숄더 각도를 알파/2 = 30도로 정의한다. 이 탄약의 일반적인 강선 회전율은 203mm (1인치당 8인치), 6개의 강선, 랜드(Ø lands) = 6.50 mm (0.256 in), 그루브(Ø grooves) = 6.71 mm (0.264 in), 랜드 너비 = 2.29 mm (0.090 in)이며, 뇌관 유형은 탄약통 제조업체에 따라 대형 소총 또는 소형 소총이다.
C.I.P. (Commission Internationale Permanente pour l'Epreuve des Armes à Feu Portatives)의 공식 규정에 따르면, 6.5mm 크리드무어는 최대 435.00 MPa (63,091 psi)의 Pmax 압력을 견딜 수 있다. C.I.P. 규제 국가에서는 소비자에게 판매되기 위해 모든 소총-탄약통 조합이 이 최대 C.I.P. 압력의 125%로 검사되어야 한다.
C.I.P. 규제 지역에서는 6.5mm 크리드무어용 총기가 543.80 MPa (78,872 psi) PE 피에조 압력으로 성능 시험을 거친다.
SAAMI의 이 탄약에 대한 최대 평균 압력(MAP)은 62,000 psi (427.47 MPa) 피에조 압력이다.

## 성능
6.5mm 크리드무어는 뛰어난 정확성과 장거리 성능으로 알려져 있다. 거너스 리뷰(Gunners' Review)에 따르면, 이 탄약은 인상적인 탄도 특성 때문에 정밀 사수들에게는 비밀 무기로 간주되는 경우가 많다.
6.5mm 크리드무어는 .260 레밍턴 및 6.5×47mm 라푸아와 비슷한 중간 위력의 탄약이다. 129 그레인 혼다이 SST 총알을 사용하여 300 야드에서 측정된 에너지는 독립 검토자에 의해 1,641 foot-pounds force (2,225 J)로 기록되었다. 초기 속도 2,700 피트 매 초 (823 m/s)의 140 그레인 총알의 경우, 다른 검토자는 6인치 높이 표적에 대한 MPBR가 265 야드 (242 m)라고 보고했으며, 24인치 총열을 사용하여 300 야드 (274 m)에서 "거의 1,600 ft·lbf (2,169 J)"의 잔여 에너지를 유지한다는 제조업체의 주장도 보고했다. SAAMI 시험 데이터는 6.5mm 크리드무어의 총구에서 15 피트 (4.6 m) 떨어진 거리에서 129 그레인 총알의 속도는 2,940 ft/s (896 m/s), 140 그레인 총알의 속도는 2,690 ft/s (820 m/s)임을 확인한다(이는 200 그레인 총알의 경우 2,930 ft/s (893 m/s), 210 그레인 총알의 경우 2,665 ft/s (812 m/s)인 .300 윈체스터 매그넘 데이터와 비교된다).
혼다이와 데저트 테크의 140그레인 탄약을 사용하고 데저트 테크 MDRX 소총(20인치 총열)으로 발사한 6.5mm 크리드무어 구경은 평균 MOA의 절반에서 서브 MOA(0.5-1 MOA)의 집탄을 기록했다.
이 탄약은 1,200 yd (1,097 m)를 넘어서까지 초음속을 유지하며 정확도를 유지하는 반면, 168 그레인 경기용 총알을 사용하는 .308 윈체스터는 약 975 yd (892 m)의 초음속 사거리를 가진다.
6.5mm 크리드무어를 사용하는 20인치 총열의 반자동 저격소총은 영점 사격 거리부터 1,200미터까지 군사 표적을 사격할 수 있다.

## 탄약 재장전

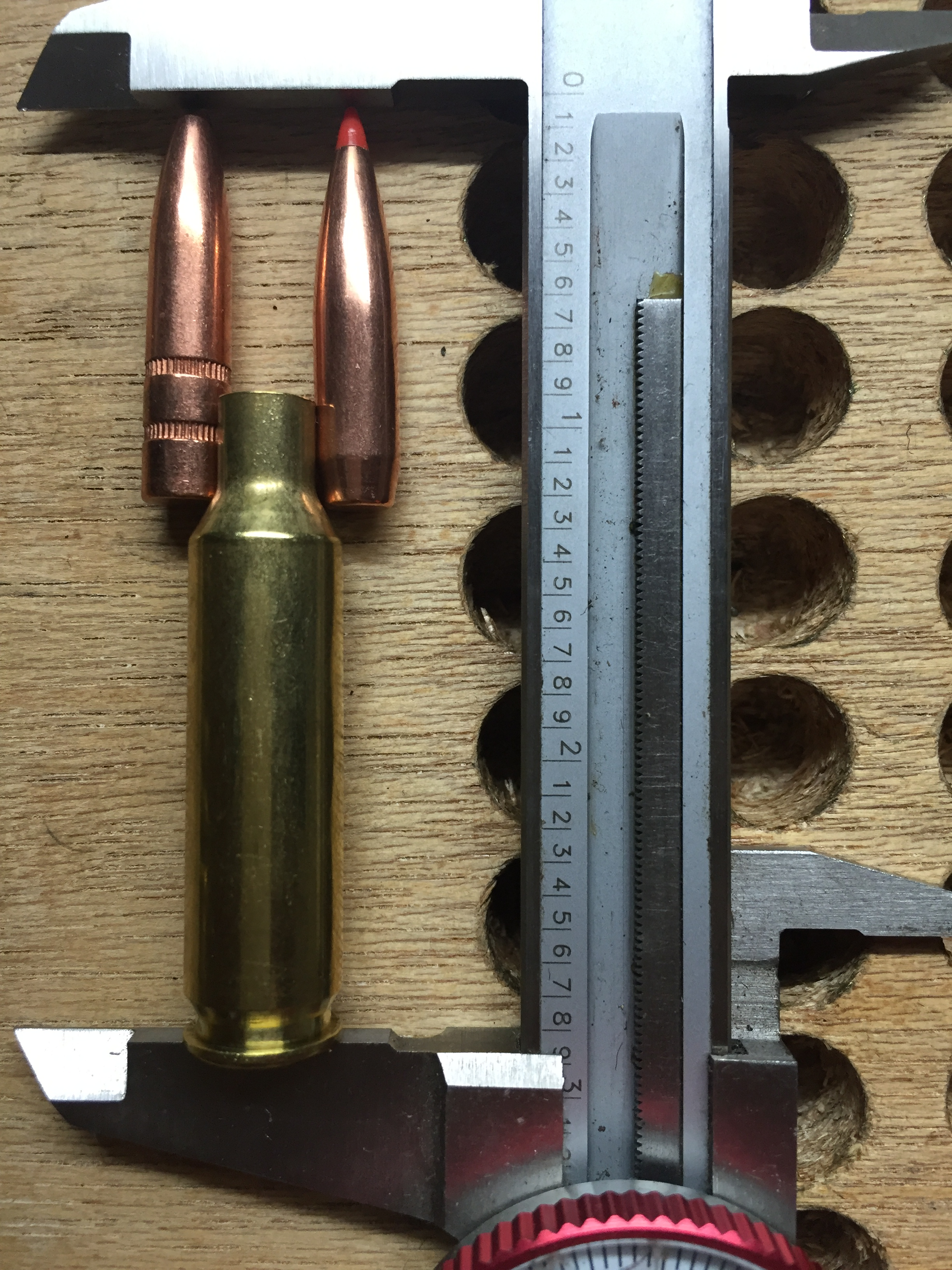
가장 긴 140gr 총알은 넥-숄더 접합부에 도달한다. 비교적 긴 넥 덕분에 총알의 밑부분을 넥 아래에 두지 않고도 길고 날렵한 표적용 총알로 재장전할 수 있다. 이는 20회 이상 재장전 후 많은 탄피에서 보이는 "도넛" 문제를 제거한다. 왼쪽에서 오른쪽: 레밍턴 140gr과 123gr A-Max. 캘리퍼는 탄창 길이에 맞춰져 있다.

6.5mm 크리드무어의 재장전 비용은 6.5×47mm 라푸아와 같은 다른 6.5mm 탄약과 거의 비슷하며, 두 탄약 모두 라푸아의 소형 뇌관 황동이 공급되기 때문이다. 2020년 1월 현재 라푸아는 대형 소총 뇌관을 사용하는 6.5 크리드무어 황동도 생산하고 있다. 노르마도 이 탄약의 황동을 생산하며, 노르마 황동은 라푸아 황동과 거의 같은 가격으로 여러 주요 소매점에서 구할 수 있다. 6.5×47용 라푸아 황동은 약 12~20회 재장전할 수 있다. 스타라인은 대형 또는 소형 뇌관 포켓이 있는 황동 탄피를 판매하며, 소형 포켓 황동이 약간 더 비싸다.
6.5mm 크리드무어가 출시된 후 60,000psi를 견딜 수 있는 탄피로 광고되었다. 그러나 생산에 들어간 후 혼다이는 이를 62,000psi로 표기한 뒤 SAAMI에 그렇게 등록했다. 이러한 이유로 많은 탄약 재장전자들이 재장전 경험이 좋지 않다. 62,000psi에서 첫 발에 뇌관이 터지는 것은 드문 일이 아니다. 초기 사격 기사에서는 이 탄약을 58,000psi로 장전한다고 언급했지만, 나중에는 57,000psi로 언급되었다. 혼다이는 뇌관이 자주 터진다는 불만 때문에 공장 탄약의 장전량을 줄였다.
라푸아는 2017년 샷쇼(Shot show)에서 6.5mm 크리드무어 황동을 선보였고, 2017년 2분기부터 주요 소매점을 통해 생산 물량이 공급되었다. 라푸아 버전은 작은 뇌관 포켓을 가지고 있다. 따라서 작은 뇌관 황동에 대한 장전 데이터는 큰 뇌관 황동과 호환되지 않는다. 크기를 조절하고 뇌관을 제거하려면 더 작은 직경의 디캡핑 로드가 필요하다. 2020년 1월 현재 라푸아는 대형 소총 뇌관을 사용하는 황동도 생산하고 있는데, 이는 일부 소형 소총 뇌관이 추운 날씨에 화약 장약을 효율적으로 점화하지 못해 지연 발사나 불발을 일으킬 수 있다는 우려를 해결하기 위함이다. 대형 소총 뇌관 라푸아 황동은 또한 표준 크기의 디캡핑 로드를 사용할 수 있도록 한다.

## 6.5mm 크리드무어를 기반으로 한 탄약

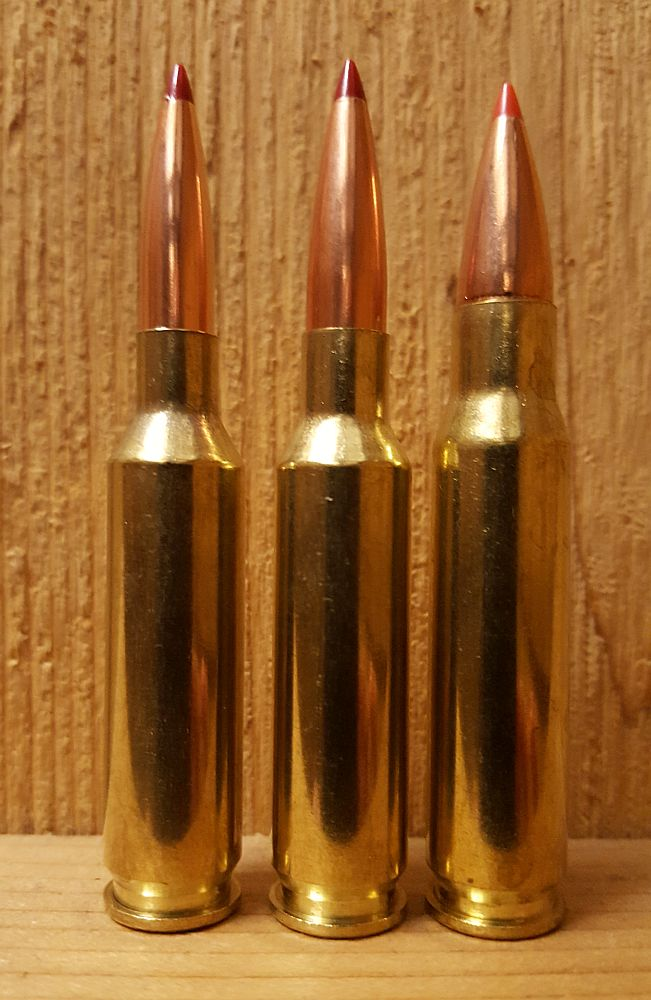
왼쪽부터: 6mm 크리드무어, 6.5mm 크리드무어, .308 윈체스터

6mm 크리드무어는 6.5mm 크리드무어의 넥다운 버전으로, 6mm (.243인치) 총알을 사용하며 6.5mm 총알보다 가볍고 반동도 비슷하게 줄어든다. 아웃도어 라이프(Outdoor Life)의 존 스노우는 2009년에 6mm 크리드무어 소총을 제작하여 2010년에 와일드캣 탄약에 대한 잡지 기사를 발표했지만, 6mm 크리드무어에 대한 최초의 기록된 구상은 2009년 5월 스나이퍼스하이드(Snipershide) 포럼 사용자 리 가드너(Lee Gardner)에 의해 이루어졌다. 2018년 5월 현재 새비지 암스는 6mm 크리드무어를 사용하는 볼트액션 소총 3종과 반자동 소총 1종을 제공한다. 2018년 5월 현재 혼다이는 6mm 크리드무어용 87gr Varmint Express, 103gr Precision Hunter, 108gr Match 탄약을 제공한다. 성능 면에서 6mm 크리드무어는 .243 윈체스터와 거의 동일하며, 화약 공간은 약간 적지만 종종 약간 더 높은 압력으로 장전된다. 그러나 이 탄약은 처음부터 더 긴 총알을 더 잘 다루도록 설계되었고, 소총은 이에 따라 더 빠른 강선 회전율로 제작되기 때문에, 6mm 크리드무어는 일반적으로 .243보다 더 무거운 총알에서 더 나은 성능을 제공한다.
.22 크리드무어는 6.5mm 크리드무어를 더욱 넥다운한 버전으로, .22 (.224 인치) 총알을 사용하며 6mm 총알보다 가볍고 반동도 더 부드럽다.
최근 몇 년 동안, 8.6 블랙아웃은 총기 제조사 Q, LLC에 의해 개발된 센터파이어 소총 탄약이다. 이 탄약은 6.5mm 크리드무어의 짧은 탄피를 8.6mm 구경(8.585mm 또는 0.338인치 직경) 발사체에 맞게 넥업(necked up)한 것이다. 8.6 블랙아웃은 볼트액션 소총이나 AR-10 스타일 소총의 구경 변환용으로 설계되었다.

## 군용
2017년 10월, 미국 특수작전사령부(USSOCOM)는 SR-25, M110A1, Mk 20 저격 지원 소총 (SSR)에서 7.62 × 51 mm NATO (M118LR 장거리 7.62 × 51 mm NATO 탄약), .260 레밍턴, 6.5mm 크리드무어 탄약의 성능을 시험했다. SOCOM은 6.5mm 크리드무어가 가장 좋은 성능을 보였다고 판단했으며, 1,000 m (1,094 yd)에서 명중률을 두 배로 높이고, 유효 사거리를 거의 절반 가까이 늘렸으며, 풍향 편차를 3분의 1로 줄이고, 7.62 × 51 mm NATO 탄약보다 반동이 적었다. 시험 결과 .260 레밍턴과 6.5mm 크리드무어 탄약은 비슷하게 정확하고 신뢰할 수 있었으며, 외부 탄도 특성도 매우 유사했다. 일반적인 견해는 6.5mm 크리드무어가 발사체 및 장전 개발에 더 많은 여지가 있다는 것이었다.
두 탄약(7.62 × 51 mm NATO와 6.5mm 크리드무어)은 치수가 유사하여 같은 탄창을 사용할 수 있으며, 총열 교체만으로 소총을 전환할 수 있다. 이는 2019년 초로 예정된 특수 작전 저격수들의 반자동 저격소총에서 7.62 × 51 mm NATO 탄약을 대체하기 위한 채택과 배치를 이끌었다. SOCOM의 채택에 대응하여 국토안보부도 이 탄약을 채택하기로 결정했다. 미국 특수작전사령부는 2019년에 7.62 × 51 mm NATO M110 반자동 저격 시스템(SASS) 및 Mk 20 저격 지원 소총(SSR)을 6.5mm 크리드무어로 전환할 예정이며, 이는 새로운 총열만 있으면 되는 과정이다. 2018년, USSOCOM은 장거리 정밀(저격) 소총에 6.5mm 크리드무어를 도입하고, 기총(돌격소총)과 기관총에도 사용할 것이라고 발표했다.
2019년 5월 20일부터 시작된 국방 산업 협회(NDIA)의 연례 특수 작전 부대 산업 회의(SOFIC)에서 FN은 USSOCOM의 요구 사항을 충족하기 위해 6.5mm 크리드무어 구경의 Mk 48 Mod 2 기관총 시제품을 공개했다. 미군 특수 작전 부대는 기존 무기보다 더 나은 사거리를 제공하는 경량 벨트 급탄 기관총을 획득하는 과정에 있다. 이후 6.5mm 크리드무어는 XM1200이라는 명칭을 받았다.
2019년 11월, 미국 해군은 M110 반자동 저격 시스템을 M110K1 변형으로 업그레이드하기 위해 6.5mm 크리드무어 개조 키트를 주문했다.
2020년 4월 미국 국방부는 Mk13 .300 윈체스터 매그넘 저격소총을 총열 20-인치 (508 mm)의 6.5mm 크리드무어 탄약을 사용하는 반자동 AR-10 플랫폼으로 대체하기로 결정했으며, 사거리는 0 to 1,200 야드 (0 to 1,097 m)이다.
2023년 8월, 가이슬 오토매틱스(Geissele Automatics)는 자사의 디자인이 USSOCOM의 중거리 가스총 저격(MRGG-S) 프로그램에 선정되었다고 발표했다. 목표 진술은 6.5mm 크리드무어 구경의 소총으로, 100 yd (91 m)에서 0.5-1.0 MOA의 정확도를 가지며 무게는 10.5 lb (4.8 kg) 미만이어야 한다고 명시했다. SOCOM에서 이 무기에 부여한 명칭은 Mk1 Mod0이다.
영국 왕립 해병대는 2023년에 총열 18 in (457 mm), 새로운 류폴드 조준경, 헉스워크스(HuxWrx) 소음기, 인비전 기술(Envision Technology) 탄도 계산기, 픽셀 온 타겟(Pixels-on-Target) 열화상 조준경을 장착한 6.5mm 크리드무어 구경의 L129A2 지정사수소총을 채택했다.

## 같이 보기
- 6.5×47mm 라푸아
- .30 레밍턴
- 6 mm 구경
- 6.5mm 그렌델
- 6.5×50mmSR 아리사카
- 6.5×52mm 카르카노
- 6.5×55mm 스웨디시
- 6.8mm 레밍턴 SPC
- .276 페더슨
- .277 퓨리
- 총기 목록
- 소총 탄약 목록
- 권총 및 소총 탄약 표